# Савиновы
 Савиновы  — деревня в Оричевском районе Кировской области в составе Гарского сельского поселения.

## География
Находится на расстоянии примерно 7 км на север от районного центра поселка Оричи.

## История
Известна с 1678 года как деревня Хохловых с 3 дворами, принадлежавшая Успенскому Трифанову монастырю. В 1764 году учтено в деревне Хохловской 22 жителя. В 1873 году здесь (Хохловская или Савины) было отмечено дворов 5 и жителей 23, в 1905 5 и 34, в 1926 6 и 36, в 1950 6 и 27, в 1989 году оставался 1 житель. Нынешнее название утвердилось с 1939 года.

## Население
Постоянное население  составляло 6 человек (русские 100%) в 2002 году, 1 в 2010.